# Edward Bede Clancy
Edward Bede Clancy (Lithgow, 13 december 1923 – Sydney, 3 augustus 2014) was een Australisch geestelijke en een kardinaal van de Rooms-Katholieke Kerk.
Clancy was leerling aan het Marist College Ashgrove, een katholieke school. Hij werd op 23 juli 1949 tot priester gewijd, studeerde verder en behaalde in 1965 zijn doctoraat in de theologie. Hij ging les geven en werd later benoemd  tot kapelaan aan de Universiteit van Sydney. Verder diende hij in deze periode als woordvoerder voor het aartsbisdom Sydney.
Op 25 oktober 1973 werd Clancy benoemd tot hulpbisschop van Sydney en tot titulair bisschop van Árd Carna. Zijn bisschopswijding vond plaats op 19 januari 1974. Op 24 november 1978 werd hij benoemd tot aartsbisschop van Canberra en Goulburn. Op 12 februari 1983 volgde zijn benoeming tot aartsbisschop van Sydney.
Clancy werd tijdens het consistorie van 28 juni 1988 kardinaal gecreëerd. Hij kreeg de rang van kardinaal-priester. Zijn titelkerk werd de Santa Maria in Vallicella.
Clancy ging op 26 maart 2001 met emeritaat.
- International Standard Name Identifier: 0000 0000 6778 8892
- Library of Congress Control Number: nb2002068279
- Nationale bibliotheek van Australië: 36345486
- Trove: 623592
- Virtual International Authority File: 46269830
- WorldCat: E39PBJx8CDPYTVRpPDbpggMQMP